# Olivier Edmond
Olivier Edmond, né le 29 janvier 1970 à Paris 15e, est un golfeur professionnel français.
Edmond est né à Paris. En tant qu'amateur, il représente la France au Trophée Eisenhower. Il remporte le Championnat de France Amateur en 1990 et le Trophée Brabazon (ex æquo avec Gary Evans). Il devient professionnel cette même année. Son frère, Pascal, est également golfeur professionnel .
Après plusieurs saisons sur le Challenge Tour , Edmond remporte une carte de circuit européen lors de sa cinquième tentative de qualifying school en 1997. Il confirme sa bonne forme dans cette première saison et est nommé Rookie of the Year Sir Henry Cotton 1998. En 1999, il est traité avec succès pour un cancer du testicule mais après un retour relativement réussi lors de la saison 2000, incluant une septième place à égalité au championnat Volvo PGA, ne put revenir à sa forme antérieure et sa carrière sur le European Tour se termine après la saison 2003.
Après avoir déménagé au Canada, où il est devenu le professionnel des Quatre Domaines à Mirabel, au Québec, Edmond n'a eu besoin que de 26 coups pour compléter les neuf trous du retour au Club de Golf Beloeil et de battre à cette occasion le record du parcours avec 61 coups. En 2006, il termine deuxième au Championnat canadien des clubs professionnels de la PGA.

## Victoires amateurs (2)
- 1990 Brabazon Trophy (à égalité avec Gary Evans), Championnat de France Amateur

## Victoires professionnelles (1)

### Victoire sur le Challenge Tour (1)
- 1997 : BPGT Challenge

## Sélections en équipe
Amateur
- St Andrews Trophy (représentant le continent européen): 1990
- Eisenhower Trophy (représentant la France): 1990

Professionnel
- Alfred Dunhill Cup (représentant la France): 1998